# 203 av. J.-C.
Cette page concerne l'année 203 av. J.-C. du calendrier julien proleptique.

## Événements
- 14 février (15 mars du calendrier romain) : début à Rome du consulat de Cnaeus Servilius Caepio  et Caius Servilius Geminus; dictature de Publius Sulpicius Galba Maximus pour tenir les comices consulaires[1].

- Avril : en Afrique, le proconsul Scipion l'Africain prend l’offensive contre Carthage. Il anéantit les deux armées de Syphax et d’Hasdrubal à la bataille des Grandes Plaines en incendiant leur camp[2].
- 6 mai : Éclipse solaire visible dans le Latium[3].

- 24 mai (23 juin du calendrier romain)[1] : Syphax, vaincu une seconde fois, est fait prisonnier[2].
  - Scipion l'Africain a mis en déroute l’armée de Syphax avec l’aide de Massinissa. À l’issue de la bataille, Massinissa fait prisonnier le roi des Massaessyles et marche sur Cirta qui se rend. Troublé par la reine Sophonisbe, il l’épouse pour la sauver des Romains, puis livre Syphax et les autres prisonniers à Scipion. Devant les injonctions de Scipion et pour éviter de figurer à son triomphe, Sophonisbe se donne la mort. Les prisonniers numides envoyés à Rome seront rendus à Massinissa à l’exception de Syphax[4].
- Printemps : Antiochos III s'empare d'Amyzon, en Carie, au détriment des Lagides[5].
- Automne : 
  - Magon Barca et ses alliés Gaulois sont battus en Cisalpine par le préteur Publius Quinctilius Varus et le proconsul Marcus Cornelius Cethegus sur le territoire des Insubres. Magon, grièvement blessé, se retire en Ligurie[4].
  - Carthage, qui n’a plus d’armée, négocie la paix avec Scipion et rappelle Hannibal d’Italie[4]. Celui-ci, amer, embarque l’élite de son armée. Des soldats italiens, qui refusent de le suivre, se sont réfugiés dans le sanctuaire jusqu’alors inviolable de Juno Lacinia. Hannibal les fait égorger dans le temple même.
  - Hannibal débarque à Leptis Minor (Lamta). Il prend la tête de l’armée punique et reçoit des renforts numides, gaulois et macédoniens.

- Fin 203 av. J.-C. : la population d’Alexandrie lynche les mauvais conseillers de Ptolémée IV Philopator, Agathocles et sa sœur Agathocleia. Tlépolème, commandant de la garnison de Péluse, assure la régence du jeune Ptolémée V jusqu'en 201 av. J.-C.[6].
- Vers 203-202 av. J.-C. : alliance entre Philippe V de Macédoine et Antiochos III contre Ptolémée V. Elle prévoit le partage du royaume lagide[7].

## Naissances
- Polybe

## Décès en 203 av. J.-C.
- Quintus Fabius Maximus Verrucosus
- Magon Barca
- Sophonisbe